# Johann Authier
Pour les articles homonymes, voir Authier (homonymie).

a Compétitions nationales et continentales officielles uniquement.

Johann Authier, né le 16 décembre 1981 à Noisy-le-Sec, est un joueur français de rugby à XV évoluant au poste de demi de mêlée, reconverti ensuite en tant qu'entraîneur.

## Biographie

### En tant que joueur
Johann Authier commence le rugby à l'âge de 7 ans au RC Seyssins, il y évolue jusqu'à l'âge de 10 ans où il quitte son club pour le FC Grenoble, l'année suivante il est champion de France - de 11 ans, il évolue à l'école de rugby jusqu'en 1997, année où il perd une finale Cadets Alamercery face au Peyrehorade sports rugby,,.
Il évolue ensuite une année en Crabos avant d'intégrer le centre de formation du FCG, il fait une première apparition en équipe première à l'âge de 18 ans contre le Stade Français en 1999-2000, l'année suivante, il intègre l’équipe première pour ne plus la quitter jusqu'en 2007-2008.
En 2008, il quitte son club formateur pour l'US Oyonnax où il fait une finale de Pro D2 en 2009.

#### Champion de France de Pro D2 (2013)
Il est champion de France de Pro D2 en 2013 et l'USO accède alors au Top 14 pour la première fois de son histoire.

### En tant qu'entraîneur
De 2014 à 2015, il travaille pour le centre de formation de son dernier club l'US Oyonnax en tant que responsable du haut niveau, avant de devenir en novembre 2015 l'entraîneur principal du club.
À l'issue de la saison 2015-2016, l'US Oyonnax est relégué en Pro D2. La saison est marquée par la première participation du club à la coupe d'Europe où l'USO termine troisième de poule derrière les Saracens futur vainqueur et l'Ulster et devant le Stade toulousain.

#### Champion de France de Pro D2 (2017)
Lors de la saison 2016-2017, en janvier 2017, le club annonce que Johann Authier quitte ces fonctions de directeur sportif en fin de saison. Il termine l'aventure avec l'US Oyonnax sur le titre de champion de France de Pro D2 2017 et fait remonter le club en Top 14.
Pour la saison 2017-2018, il rejoint le club du Valence Romans DR en tant que manager général.
Au terme de cette saison 2018-2019, Johann Authier et les Damiers décrochent leur accession en Pro D2 après une saison exceptionnelle avec 24 succès pour 25 matchs disputés, et une seule défaite concédée dans les arrêts de jeu en finale du challenge Jean-Prat 2019 face à Rouen.
Pour la saison 2020-2021, son club termine 15e du championnat et est relégué en Nationale.

## Carrière d'entraîneur
| Saison      | Club              | Division   | Poste              | Classement                 | Coupe d'Europe   | Challenge européen |
| ----------- | ----------------- | ---------- | ------------------ | -------------------------- | ---------------- | ------------------ |
| 2015 - 2016 | US Oyonnax        | Top 14     | Entraîneur en chef | 14e                        | Éliminé en poule | -                  |
| 2016 - 2017 | US Oyonnax        | Pro D2     | Directeur sportif  | Champion                   | -                | -                  |
| 2017 - 2018 | Valence Romans DR | Fédérale 1 | Manager            | 6e de la poule 1           | -                | -                  |
| 2018 - 2019 | Valence Romans DR | Fédérale 1 | Manager            | 1er de la poule 1          | -                | -                  |
| 2019 - 2020 | Valence Romans DR | Pro D2     | Manager            | 16e (arrêt du championnat) | -                | -                  |
| 2020 - 2021 | Valence Romans DR | Pro D2     | Manager            | 15e                        | -                | -                  |

## Palmarès

### Joueur

#### Avec l'US Oyonnax
- Champion de France de Pro D2 2013

#### Avec l'Équipe de France à 7 Universitaires
- Champion du monde de rugby à sept universitaire[réf. nécessaire]

### Entraîneur

#### Avec l'US Oyonnax
- Champion de France de Pro D2 2017

#### Avec leValence Romans DR
- Champion de France de Nationale 2023

### Distinctions personnelles
- Nuit du rugby 2017 : Meilleur staff d'entraîneur de la Pro D2 (avec Adrien Buononato et Stéphane Glas) pour la saison 2016-2017

## Statistiques
International universitaire[réf. nécessaire] :
- 2003 : 3 sélections (Angleterre, Italie, pays de Galles).[réf. nécessaire]
- 2004 : championnat du monde universitaire de rugby à sept en Chine.[réf. nécessaire]
- 2005 : 2 sélections (Angleterre, 2 fois).[réf. nécessaire]

International à 7[réf. nécessaire] :
- Tournée européenne en 2003, vainqueur du tournoi de Sopot en Pologne et élu meilleur joueur.[réf. nécessaire]